# National Basketball League 1938-1939
La stagione di National Basketball League 1938-1939 fu la seconda nella storia della National Basketball League. Vinsero il titolo gli Akron Firestone Non-Skids.
Miglior giocatore fu eletto Leroy Edwards; miglior rookie fu Jewell Young; miglior allenatore fu Paul Sheeks.

## Risultati

### Stagione regolare

#### Eastern Division
| Squadra                   | V  | P  | %    |
| ------------------------- | -- | -- | ---- |
| Akron Firestone Non-Skids | 24 | 3  | 88,9 |
| Akron Goodyear Wingfoots  | 14 | 14 | 50,0 |
| Cleveland White Horses    | 14 | 14 | 50,0 |
| Pittsburgh Pirates        | 13 | 14 | 48,1 |

#### Western Division
| Squadra                      | V  | P  | %    |
| ---------------------------- | -- | -- | ---- |
| Oshkosh All-Stars            | 17 | 11 | 60,7 |
| Indianapolis Kautskys        | 13 | 13 | 50,0 |
| Sheboygan Red Skins          | 11 | 17 | 39,3 |
| Hammond Ciesar All-Americans | 4  | 24 | 14,3 |

### Play-off
Serie finale al meglio delle cinque partite.
| Squadra 1                 | Totale | Squadra 2         | Gara 1 | Gara 2 | Gara 3 | Gara 4 | Gara 5 |
| ------------------------- | ------ | ----------------- | ------ | ------ | ------ | ------ | ------ |
| Akron Firestone Non-Skids | 3-2    | Oshkosh All-Stars | 50-38  | 36-38  | 40-29  | 37-49  | 37-30  |

## Vincitore
| Campione NBL 1938-1939                |
| ------------------------------------- |
| Akron Firestone Non-Skids (1º titolo) |

## Premi NBL
- NBL Most Valuable Player: Leroy Edwards, Oshkosh All-Stars
- NBL Rookie of the Year: Jewell Young, Indianapolis Kautskys
- NBL Coach of the Year: Paul Sheeks, Akron Firestone Non-Skids
- All-NBL First Team
  - Paul Birch, Pittsburgh Pirates
  - Leroy Edwards, Oshkosh All-Stars
  - Johnny Sines, Indianapolis Kautskys
  - Jerry Bush, Akron Firestone Non-Skids
  - Howard Cable, Akron Firestone Non-Skids
- All-NBL Second Team
  - Jack Ozburn, Akron Firestone Non-Skids
  - John Moir, Akron Firestone Non-Skids
  - Jewell Young, Indianapolis Kautskys
  - Chuck Bloedorn, Akron Goodyear Wingfoots
  - Charley Shipp, Akron Goodyear Wingfoots